# Ardhanarishvara

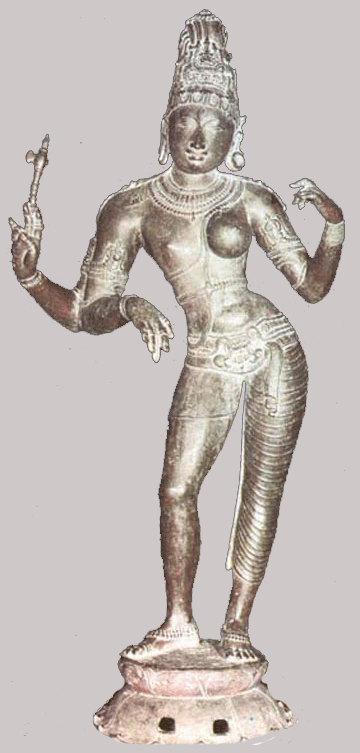
Ardhanârîshvara

Ardhanarishvara (ou Ardhanârî) (sanskrit IAST : ardhanārīśvara ; le « seigneur androgyne ») est dans l'hindouisme, une épithète de Shiva représenté sous la forme androgyne (ardhanaru) : Shiva du côté droit et Parvati du côté gauche d'un même corps. Cette image symbolise l'ambivalence de la nature divine, féminine et masculine à la fois, ni homme ni femme, car à l'origine de toute chose, transcendant les distinctions de genre.
Elle représente aussi l'union du principe masculin, transcendant (purusha) et du principe féminin, shakti ou énergie à la source de toute création (Shiva-Purana).
Selon le Vishnudharmottara PurAna, le principe masculin ou purusha identifié à Shiva serait l'âme originelle, tandis que le principe féminin serait la prakriti ou énergie phénoménale originelle, l'union de l'âme et du monde phénoménal étant à l'origine de l'univers.
Les mythes relatifs à Ardhanari ou Ardhanarishvara (le seigneur à demi-féminin) sont extrêmement nombreux. Dans certains textes, la forme androgyne est considérée comme la forme originelle, l'être cosmique primordial d'où est issue toute création, qui se serait par la suite scindée en deux êtres distincts (Bhrihadaranyaka-Upanishad). Dans d'autres textes, il s'agit au contraire de l'union de deux divinités distinctes. Dans un mythe du sud de l'Inde, la Déesse se serait fondue en Shiva pour obliger un dévot, l'ascète Bhringi, à l'inclure dans sa circumambulation rituelle alors que celui-ci l'ignorait.
Ardhanari est généralement représenté debout. On trouve parfois également des représentations en posture de danse. Dans ce cas, la représentation est supposée symboliser l'union des deux modes de danse, le mode brutal ou tandava de Shiva, et le mode lasya propre à la Déesse.